# Lincoln Chafee
Lincoln Davenport "Linc" Chafee (Providence, Rhode Island, 26 de març de 1953) és un polític  nord-americà. Des de gener de 2011 ocupa el càrrec de governador de Rhode Island. Abans de la seva elecció com a governador Chafee formava part del Senat dels Estats Units com  republicà des de 1999 fins que va perdre el seu intent de reelecció del Senat el 2006. El 2007, va deixar el Partit Republicà i es va convertir en  independent.